# 파두 (식물)
파두(巴豆, Croton tiglium)는 대극과의 상록관목이다. 높이 6∼10m이고, 잎은 어긋나며 길이 2∼6cm의 잎자루가 있다. 잎몸은 달걀 모양이거나 긴 달걀 모양이고 윤이 나며 길이 8∼12cm, 나비 약 6cm이다. 가장자리에 얕은 톱니가 있고 끝은 길게 뾰족하다. 잎자루 밑부분에 2개의 선체가 있다. 꽃은 암수한그루로서 3∼5월에 피고 총상꽃차례에 달린다. 꽃이삭은 길이 10∼12cm이며 가지 끝에 달리고 수꽃만 달리는 것과 위쪽은 수꽃, 밑부분은 암꽃이 달리는 것이 있다. 수꽃은 녹색이고 꽃받침이 5개로 갈라지며 5개의 꽃잎이 있으나 암꽃에는 꽃잎이 없다. 열매는 삭과로서 길쭉한 둥근 모양이거나 달걀을 거꾸로 세워놓은 모양이며 3개의 둔한 모가 지고 3개의 종자가 들어 있다. 8∼9월 열매가 터지기 전에 따서 종자를 채취한다. 한방에서는 종자를 파두라고 하며 준하제로 사용한다.